# ECos

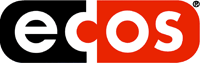

eCos(Embedded Configurable Operating System)는 자유-오픈 소스 실시간 운영 체제의 하나로, 오직 하나의 프로세스에 다중 스레드만 필요한 임베디드 시스템과 애플리케이션을 위해 고안되었다. 런타임 성능과 하드웨어 요구에 대한 애플리케이션 요건을 세밀히 조정할 수 있도록 설계되었다. C/C++로 구현되어 있으며 POSIX와 µITRON용 호환성 계층과 API로 구현되어 있다. eCos는 WolfSSL 등의 유명한 SSL/TLS 라이브러리들을 통해 지원되므로 임베디드 보안의 모든 표준을 충족한다.

## 설계
eCos는 수10~수100 킬로바이트의 메모리 규모를 갖춘 장치용으로, 또는 실시간 요건이 필요한 응용 프로그램을 위해 설계되었다.
eCos는 다양한 하드웨어 플랫폼에서 실행되는데, 여기에는 ARM, CalmRISC, FR-V, 히타치 H8, IA-32, 모토로라 68000, 마츠시타 AM3x, MIPS, NEC V8xx, Nios II, 파워PC, SPARC, 슈퍼H가 포함된다.
eCos 배포판으로는 임베디드 시스템을 위해 부트스트랩 펌웨어를 제공하기 위해 eCos 하드웨어 추상화를 사용하는 오픈 소스 애플리케이션인 레드부트(RedBoot)가 있다.

## 역사
eCos는 1997년 처음 개발되었으며 개발사는 레드햇에 의해 인수된 시그너스 솔루션이다. 2002년 초에 레드햇은 eCos의 개발을 중단하였고 프로젝트의 직원을 해고하였다. 해고된 직원 중 다수는 eCos의 작업을 계속해나갔고 일부는 소프트웨어의 서비스들을 제공하는 자신들만의 기업을 설립하였다. 2004년 1월, eCos 개발자들의 요청에 따라 레드햇은 eCos의 저작권을 자유 소프트웨어 재단에 2005년 10월 인계할 것에 동의했으며 2008년 5월 해당 프로세스는 완료되었다.